# Nolai-síkság
A Nolai-síkság (olaszul Agro nolano) a Campaniai-síkság Vezúv és Appenninek között elterülő része. Nevét a vidék legnagyobb városáról, Noláról kapta. 
Az ókorban a vidéket kiterjedt erdőségek borították, melyeket a rómaiak selve sacre, azaz szent erdőknek tartottak. A Nyugatrómai Birodalom bukásával és a feudalizmus megjelenésével a vidéket felosztották a különböző nemesi családok illetve önálló települések között és ezzel egyidőben megindult a faanyag kitermelése és a mezőgazdaság terjeszkedése az erdőségek rovására. Napjainkra az erdők visszaszorultak a síkságot övező hegységek területére. A vidék jellegzetes terméke a burgonya (patata novella campna).

## Községek
A Nolai-síkság területén osztozó községek: Nola, Acerra, Brusciano, Camposano, Carbonara di Nola, Casamarciano, Castello di Cisterna, Cicciano, Cimitile, Comiziano, Liveri, Mariglianella, Marigliano, Ottaviano, Palma Campania, Poggiomarino, Roccarainola, San Gennaro Vesuviano, San Giuseppe Vesuviano, San Paolo Bel Sito, San Vitaliano, Saviano, Scisciano , Somma Vesuviana, Terzigno, Tufino, Visciano.